# Bitva u Araru
Bitva u Araru se odehrála v červnu roku 58 př. n. l. mezi římskými legiemi Julia Caesara a keltským kmenem Helvéců.

## Předehra
Kmen Helvéců žil na území dnešního Švýcarska, kde v polovině 1. století př. n. l. začal být ohrožován narůstající přítomností Germánů, kteří migrovali z východu pod vedením Ariovista. Helvéciové byli nuceni pod tímto tlakem ustoupit na západ, kde měli v plánu získat nová území na březích Atlantiku. Římané tuto migraci vnímali jako ohrožení stability. Usídlení Helvéců mezi provincií Gallia Narbonensis a Hispánií představovalo pro ně skutečnou hrozbu.
O přípravách na migraci se dozvěděl Julius Caesar, který opustil okolí Říma a v polovině března roku 58 př. n. l. přijel do okolí dnešního města Ženevy. K dispozici měl pouze jednu legii, což bylo žalostně málo oproti migrujícím kmenům a tak byl nucen hrát na čas. Když Helveciové požádali o povolení k překročení Předalpské Galie a Galie Narbonensis, tak Caesar předstíral, že tuto žádost musí zvážit. Ve skutečnosti získaný čas využil k vybudování několika kilometrového opevnění a ke zničení mostu přes řeku Rhônu poblíž dnešního města Ženevy.
V polovině dubna nakonec Julius Caesar informoval Helvéce, že jejich žádosti nebylo vyhověno. Helvéciové byli tedy nuceni hledat alternativní cestu na západ, tentokrát přes území Aeduů, kteří byli spojenci Říma. Dumnorix, jeden z vůdců kmene Aeduů, přesvědčil i kmen Sekvanů, aby umožnili Helvecům projít přes jejich území. Již v březnu roku 58. př. n. l. Helveciové spálili své vesnice, zničili všechno co nemohli vzít sebou do nového domova a spolu s Rauriky, Tulingy, Latobrigy a Bóji se začali pohybovat směrem na západ. Do pohybu se dalo nejméně 300 000 lidí z toho jedna čtvrtina byla bojeschopná. Nyní museli překročit řeku Arar (dnes Saôna) a přejít přes území Aeduů směrem na západ.
Bezprostřední hrozba migrace Helvéců přes římské provincie byla zažehnána, přesto byl Julius Caesar stále odhodlán migraci zabránit. Vrátil se zpět na Apeninský poloostrov, kde shromáždil tři veteránské legie z Aquleje, k tomu přidal dvě nové legie, které byly umístěné v Předalpské Galii a vrátil se zpět přes Alpy na sever k řece Arar. V té době Helvéciové dorazili k také k Araru, přes který se chystali přejít na druhý břeh, na území kmene Aeduů. Julius Caesar ve svých Zápiscích o válce galské napsal, že ho v té době Aeduové požádali o pomoc, aby migrujícím kmenům zabránili v přechodu přes jejich území, což snad naznačuje, že Dumnorix byl patrně sesazen a k moci se dostala pro-římská frakce. Julius Caesar byl za tuto žádost rád, stala se mu záminkou k napadení migrujících kmenů.

## Bitva
Helvéciové již z velké části řeku Arar již překročili. Byli rozděleni na čtyři skupiny, tři z nich byly již na západním břehu, ale členové poslední skupiny v niž byli převážně příslušníci Tigurinů, zůstávali ještě na východním břehu. Julius Caesar si uvědomil, že je to dobrá příležitost k napadení této skupiny. Vzal tři své legie a vydal se na noční pochod k řece, kde Tiguriny překvapil ve chvíli, kdy se chystali překročit řeku. Velká část migrujících Tigurinů byla v bitvě pobita a zbytek utekl do okolních lesů. Po bitvě Julius Caesar postavil most přes Arar a jeho armáda překročila řeku za jediný den.
Rychlé napadení migrující skupiny velmi zapůsobilo na Helvéce a proto začali s Římany vyjednávat, ale vyjednávání selhalo. Zbylé tři skupiny Helvéců pokračovali v cestě na západ a Římané se pustili do jejich pronásledování. Po patnácti dnech pronásledování Římanům docházely zásoby a proto se Julius Caesar rozhodl s legiemi zastavit se v Bibracte, kde doufal, že najde zásoby jídla pro své legie. Helvéciové se rozhodli využít šance a vyhladovělé římské legie napadnout, ale místo toho utrpěli rozhodující porážku v bitvě u Bibracte.